# Keep It Simple
Keep It Simple es el trigésimo tercer álbum de estudio del músico norirlandés Van Morrison, publicado por las compañías discográficas Polydor Records en marzo de 2008 y por Lost Highway Records en abril de 2008. Fue el primer álbum de estudio completo con composiciones propias, sin versiones de otros artistas, desde Back on Top (1999). Su último álbum de estudio, Pay the Devil, había incluido mayoritariamente canciones tradicionales del country, mientras que Magic Time incluyó a su vez versiones de otros artistas.
Al igual que trabajos anteriores, Keep It Simple incluye una variedad de géneros musicales como el jazz, el folk, el blues, la música celta, el country y el soul. En una entrevista a BBC en marzo de 2008, Morrison comentó sobre el álbum: «Tiene elementos del blues, del folk, del gospel, todas mis influencias, Curtis Mayfield. Tiene una gran inspiración en varias cosas que me inspiraron ahí fuera pero sale como si fuera algo nuevo».
Tras su lanzamiento, Keep It Simple alcanzó el puesto diez en la lista estadounidense Billboard 200, la mejor posición para un álbum de Morrison en el país. En el Reino Unido también alcanzó la décima posición de la lista UK Albums Chart, al igual que en Canadá.

## Canciones
Morrison compuso las once canciones de Keep It Simple, sobre las cuales dijo: «Sentía que tenía algo que decir con estas canciones». En una de las canciones, «That's Entrainment», Morrison dijo que había explicado su acercamiento a la música en el álbum.Según sus propias palabras: «El encarrillamiento es cuando se conecta con la música... Es realmente a lo que quiero llegar en la música... Es un poco como cuando estás en el presente, aquí, sin ningún pasado ni futuro».
«That's Entrainment» fue interpretada por primera vez en directo en el programa de la BBC Drivetime de Chris Evans el 30 de enero de 2008. Evans comentó: «El nuevo álbum de Van Morrison llega con una advertencia de disparar a matar si se toca antes de una determinada fecha, pero ahora ha sido levantada para que podamos escucharlo».

## Promoción
Morrison anunció una corta gira por Estados Unidos para promocionar Keep It Simple con apariciones públicas en Austin, Texas; Nashville, Tennessee; y el Ryman Auditorium de Boston, Massachusetts, además de Nueva York. Durante la gira, Morrison también tocó en la conferencia musical South by Southwest en Austin, Texas, el 12 de marzo.
En el Reino Unido, la BBC Radio 2 presentó el 15 de marzo un concierto exclusivo de Morrison interpretando todas las canciones del nuevo álbum. Según la web oficial de Van Morrison, tocar el álbum entero en concierto antes de su publicación sentó un precedente en la música. Morrison también concedió una entrevista al programa de la BBC Radio Today en la mañana del 10 de marzo de 2008, además de una larga entrevista, de una hora de duración, en el programa BBC Two Radio con Paul Jones la misma noche.
Un minuto y treinta segundos de cuatro canciones de Keep It Simple ("That's Entrainment, "Lover Come Back", "Soul" y "Keep It Simple") fueron estrenadas en la página de MySpace de Morrison el 27 de febrero. La versión completa del álbum fue publicada en formato streaming en la página oficial de Lost Highway Records, mientras que un concierto del músico interpretando los temas de Keep It Simple pudo ser escuchada en la BBC Radio 2.

## Lista de canciones
Todas las canciones escritas y compuestas por Van Morrison. 
| N.º | Título                                             | Duración |  |
| 1.  | «How Can a Poor Boy»                               | 5:43     |  |
| 2.  | «School of Hard Knocks»                            | 3:44     |  |
| 3.  | «That's Entrainment»                               | 4:32     |  |
| 4.  | «Don't Go to Nightclubs Anymore»                   | 4:31     |  |
| 5.  | «Lover Come Back»                                  | 5:15     |  |
| 6.  | «Keep It Simple»                                   | 3:34     |  |
| 7.  | «End of the Land»                                  | 3:16     |  |
| 8.  | «Song of Home»                                     | 4:13     |  |
| 9.  | «No Thing»                                         | 4:31     |  |
| 10. | «Soul»                                             | 3:37     |  |
| 11. | «Behind the Ritual»                                | 6:59     |  |
| 12. | «Little Village» (Tema extra disponible en iTunes) | 6:11     |  |

## Personal
- Van Morrison: piano, saxofón alto, guitarra acústica, ukelele y voz.
- John Platania: guitarra
- Mick Green: guitarra
- Ned Edwards: guitarra, armónica y coros.
- Sarah Jory: steel guitar y banjo en «Song of Home» y «Don't go to Nightcubs Anymore».
- Cindy Cashdollar: steel guitar en «No Thing» y «Lover Come Back».
- Paul Moore: bajo
- David Hayes: bajo en «No Thing», «Lover Come Back» y «End of the Land».
- Geraint Watkins: piano y acordeón en «Soul», «Keep It Simple» y «School of Hard Knocks».
- John Allair: órgano
- Liam Bradley: percusión
- Tony Fitzgibbon: violín en «How Can a Poor Boy».
- Neal Wilkinson: batería
- Crawford Bell: guitarra acústica y coros
- Katie Kissoon: coros en «Lover Come Back», «End of the Land» y «No Thing».
- Karen Hamill: coros
- Margo Buchanan: coros en «How Can a Poor Boy?», «Don't go to Nightcubs Anymore» y «Song of Home».
- Steve Lange: coros en «How Can a Poor Boy?», «Don't go to Nightcubs Anymore» y «Song of Home».
- Jerome Rimson: coros en «School of Hard Knocks», «Soul» y «Behind the Ritual».

## Posición en listas
| País              | Lista                    | Posición |
| ----------------- | ------------------------ | -------- |
| Alemania          | Media Control Charts     | 12       |
| Australia         | ARIA Albums Chart        | 43       |
| Austria           | Ö3 Austria Top 40        | 26       |
| Bélgica (Flandes) | Ultratop 200 Albums      | 27       |
| Canadá            | Canadian Albums Chart    | 10       |
| España            | Spanish Albums Chart     | 14       |
| Estados Unidos    | Billboard 200            | 10       |
| Estados Unidos    | Top Internet Albums      | 2        |
| Noruega           | Norwegian Albums Chart   | 7        |
| Nueva Zelanda     | New Zealand Music Charts | 15       |
| Países Bajos      | Mega Albums Top 100      | 12       |
| Reino Unido       | UK Albums Chart          | 10       |
| Suecia            | Swedish Albums Chart     | 11       |